# Liste des puits du bassin houiller de la Loire

Communes où des puits sont creusés.

L'exploitation du Bassin houiller de la Loire a laissé un très grand nombre de puits et de fendues, dont il est parfois possible de retrouver des traces sur le terrain.

## Liste des puits et fendues

### Autres communes
| Nom du puits ou de la fendue | No  | Compagnie                            | Commune               | Géolocalisation |
| ---------------------------- | --- | ------------------------------------ | --------------------- | --------------- |
| Puits Bayettan               | 375 | Mines d'Anthracite de Communay       | Communay              |                 |
| Puits Baunier                | 198 | Mines de la Loire                    | Villars               |                 |
| Puits Bois                   | 370 | Houillères de Rive-de-Gier           | Rive-de-Gier          |                 |
| Puits Brûlé                  | 387 | Mines de la Haute Cappe              | Lorette               |                 |
| Puits Burlat                 | 361 | Houillères de Rive-de-Gier           | La Grand-Croix        |                 |
| Fendue Caramentran           | 321 | Houillères de la Chazotte            | Saint-Jean-Bonnefonds |                 |
| Puits Catonnière             | 340 | Mines de la Catonnière               | Rive-de-Gier          |                 |
| Fendue Cerisiers             | 339 | Mines de la Catonnière               | Rive-de-Gier          |                 |
| Fendue Chana                 | 192 | Mines de la Loire                    | Villars               |                 |
| Puits Chanselle              | 384 | Mines d'Anthracite du Roannais       | Régny                 |                 |
| Puits Charnières             | 367 | Mines de la Haute Cappe              | Lorette               |                 |
| Puits Charrin                | 363 | Houillères de Rive-de-Gier           | La Grand-Croix        |                 |
| Puits Chaux                  | 147 | Houillères de Saint-Étienne          | Saint-Jean-Bonnefonds |                 |
| Puits Clos Marquet           | 356 | Houillères de Saint-Chamond          | Saint-Julien-en-Jarez |                 |
| Puits Combélibert            | 371 | Mines de la Catonnière               | Rive-de-Gier          |                 |
| Puits Couchoud               | 359 | Mines de la Péronnière               | La Grand-Croix        |                 |
| Puits Crozagaque             | 381 | Houillères de Rive-de-Gier           | Rive-de-Gier          |                 |
| Puits Espérance              | 373 | Mines d'Anthracite de Communay       | Communay              |                 |
| Puits Fay                    | 323 | Houillères de la Chazotte            | Saint-Jean-Bonnefonds |                 |
| Puits Fay                    | 338 | Houillères de Saint-Chamond          | Saint-Julien-en-Jarez |                 |
| Puits Fleuredelix            | 369 | Houillères de Rive-de-Gier           | Rive-de-Gier          |                 |
| Puits Frontignat             | 383 | Houillères de Rive-de-Gier           | La Grand-Croix        |                 |
| Puits Frotton                | 311 | Houillères de Saint-Étienne          | Saint-Jean-Bonnefonds |                 |
| Puits Gallois                | 191 | Mines de la Loire                    | Villars               |                 |
| Puits Gillier                | 355 | Mines de la Péronnière               | L'Horme               |                 |
| Puits Grézieux               | 345 | Houillères de Rive-de-Gier           | Rive-de-Gier          |                 |
| Puits Guillemin              | 366 | Mines de la Haute Cappe              | Lorette               |                 |
| Puits Henri                  | 376 | Mines de la Haute Cappe              | Lorette               |                 |
| Puits Jules                  | 327 | Houillères de la Chazotte            | La Talaudière         |                 |
| Puits Lacroix                | 320 | Houillères de la Chazotte            | Saint-Jean-Bonnefonds |                 |
| Puits Lafond                 | 193 | Houillères de Saint-Étienne          | Saint-Jean-Bonnefonds |                 |
| Puits Louise                 | 326 | Houillères de la Chazotte            | La Talaudière         |                 |
| Puits Lucie                  | 315 | Houillères de la Chazotte            | Saint-Jean-Bonnefonds |                 |
| Puits Machine                | 151 | Houillères de Saint-Étienne          | Terrenoire            |                 |
| Puits Marie Louise           | 378 | Houillères de Trèves Saint Romain    | Tartaras              |                 |
| Fendue Massardière           | 195 | Houillères de Saint-Étienne          | Terrenoire            |                 |
| Puits Molina                 | 330 | Houillères de Saint-Étienne          | Saint-Jean-Bonnefonds |                 |
| Puits Neuf                   | 385 | Mines de Lay                         | Fourneaux             |                 |
| Puits Notre Dame             | 333 | Houillères de Saint-Chamond          | Saint-Julien-en-Jarez |                 |
| Puits Onzon                  | 329 | Houillères de la Chazotte            | La Talaudière         |                 |
| Puits Petin                  | 325 | Houillères de la Chazotte            | Saint-Jean-Bonnefonds |                 |
| Puits Piney                  | 358 | Mines de la Péronnière               | La Grand-Croix        |                 |
| Puits de la Pomme            | 353 | Mines de Saint Jean                  | Rive-de-Gier          |                 |
| Puits Pré Gourmarin          | 388 | Houillères de Rive-de-Gier           | Rive-de-Gier          |                 |
| Puits Président Dervillé     | 328 | Houillères de la Chazotte            | Saint-Jean-Bonnefonds |                 |
| Puits Rigaudin               | 336 | Houillères de Saint-Chamond          | Saint-Chamond         |                 |
| Puits Rozeil                 | 389 | Mines de la Catonnière               | Rive-de-Gier          |                 |
| Puits Saint Antoine          | 379 | Mines de la Péronnière               | La Grand-Croix        |                 |
| Puits Saint Antoine          | 197 | Houillères de Saint-Étienne          | Saint-Jean-Bonnefonds |                 |
| Puits Saint Claude           | 354 | Mines de la Péronnière               | La Grand-Croix        |                 |
| Puits Saint Denis            | 365 | Mines de la Haute Cappe              | Lorette               |                 |
| Puits Saint Étienne          | 357 | Mines de la Haute Cappe              | La Grand-Croix        |                 |
| Puits Saint Félix            | 169 | Mines de Houille de Janon Terrenoire | Terrenoire            |                 |
| Puits Saint Germain          | 350 | Mines de la Haute Cappe              | La Grand-Croix        |                 |
| Puits Saint Jean             | 380 | Mines de la Péronnière               | La Grand-Croix        |                 |
| Puits Saint Joseph           | 318 | Houillères de la Chazotte            | Saint-Jean-Bonnefonds |                 |
| Puits Saint Louis            | 364 | Houillères de Rive-de-Gier           | La Grand-Croix        |                 |
| Puits Saint Privas           | 360 | Mines de la Péronnière               | La Grand-Croix        |                 |
| Puits Saint Simon            | 368 | Mines de la Haute Cappe              | Lorette               |                 |
| Puits Sainte Agathe          | 390 | Mines de la Catonnière               | Rive-de-Gier          |                 |
| Puits Sainte Barbe           | 372 | Mines d'Anthracite de Bully          | Bully                 |                 |
| Puits Sainte Camille         | 377 | Mines de la Péronnière               | La Grand-Croix        |                 |
| Puits Sainte Colette         | 391 | Mines de la Haute Cappe              | Lorette               |                 |
| Puits Sainte Lucie           | 374 | Mines d'Anthracite de Communay       | Communay              |                 |
| Puits Sainte Marie           | 362 | Mines de la Haute Cappe              | Lorette               |                 |
| Puits Sauveur                | 386 | Mines d'Anthracite de Communay       | Communay              |                 |
| Puits Varizelle              | 337 | Houillères de Saint-Chamond          | Izieux                |                 |